# Kasteel Ronceval

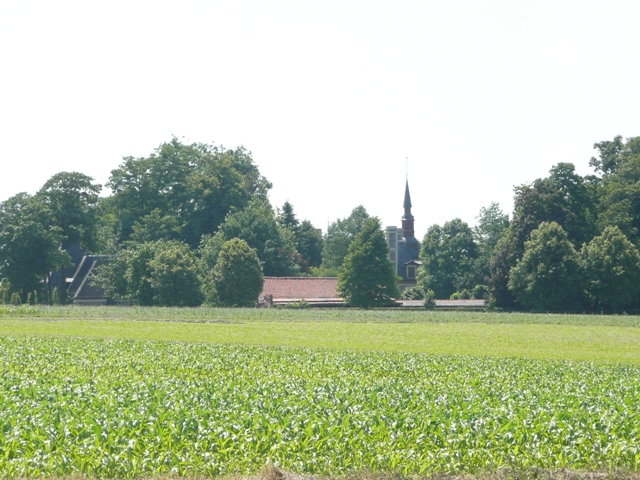
Kasteel Roncesval

Het Kasteel Ronceval is een kasteel in de West-Vlaamse gemeente Pittem, gelegen aan de Sint-Jozefsstraat 11-12, aan de westrand van Tielt.

## Geschiedenis
Het kasteel werd omstreeks 1885 gebouwd in opdracht van baron Adile-Jacques Mulle de Terschueren. Het betrof een telg uit een conservatief-katholieke familie, betrokken bij de politiek. Tijdens de Eerste Wereldoorlog vestigden zich er hoge Duitse officieren in. Van 1920-1925 werd het bewoond door Emile Bosschaert de Bouwel. Vervolgens werd het bezit van Prosper van Ginderdeuren, een textielfabrikant. Tijdens de Tweede Wereldoorlog huisde de bezetter er.

## Gebouw
Het betreft een gebouw in eclectische stijl, waarbij neorenaissance op de voorgrond treedt. Het bouwwerk op rechthoekige plattegrond, gedekt door een schilddak, wordt geflankeerd door een spits torentje. Het kasteel ligt te midden van een parkbos met vijver, op golvend terrein.